# ولیکا جسیکوا
ولیکا جسیکوا (به لاتین: Velika Jasikova}} یک منطقهٔ مسکونی در صربستان است که در زایچار واقع شده‌است.

## خصوصیات
ولیکا جسیکوا ۸۰۲ نفر جمعیت دارد.